# 奥尔什
奥尔什（法語：Orches，法語發音：[ɔʁʃ]）是法国新阿基坦大區维埃纳省的一个市镇，属于沙泰勒罗区。

## 地理
奥尔什（46°52'58"N, 0°19'17"E）面积19.22 平方千米，位于法国新阿基坦大区维埃纳省，该省份为法国中西部省份，北起曼恩-卢瓦尔省和安德尔-卢瓦尔省，西接德塞夫勒省，南至夏朗德省，东南接上维埃纳省，东临安德尔省。
与奥尔什接壤的市镇（或旧市镇、城区）包括：贝尔特贡、圣热内当比耶尔、萨维尼苏费、塞里尼、索赛。

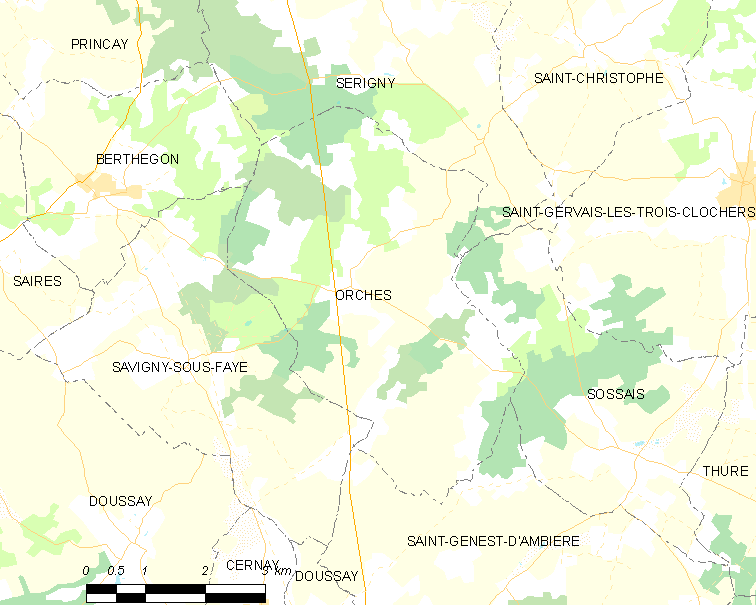
奥尔什的OSM定位图

奥尔什的时区为UTC+01:00、UTC+02:00（夏令时）。

## 行政
奥尔什的邮政编码为86230，INSEE市镇编码为86182。

## 政治
奥尔什所属的省级选区为沙泰勒罗第二县。

## 人口

1962-2008年间奥尔什人口变化图示

奥尔什于2022年1月1日时的人口数量为356人。